# Kurt Blauhorn
Kurt Blauhorn (* 29. Oktober 1916 in Stargard in Pommern; † 20. Januar 2006) war ein deutscher Journalist und Sachbuchautor.

## Leben
Blauhorn beantragte am 7. November 1938 die Aufnahme in die NSDAP, wurde rückwirkend zum 1. November desselben Jahres aufgenommen (Mitgliedsnummer 7.007.845) und wurde ab dem Juli 1939 SS-Bewerber. Er war in der Zeit des Nationalsozialismus Schriftleiter im politischen Nachrichtendienst der Pommerschen Zeitung. Im Zweiten Weltkrieg bewarb er sich 1940 als Unteroffizier um seine Versetzung von Neustrelitz zu einer Propagandakompanie (PK) an die Front, um „unseren Sieg im Kampf um die weltpolitische Neuordnung sowohl als Soldat als auch als Journalist selbst mitzuerleben“. Er musste noch zwei Jahre warten, bis er ab April 1942 als PK-Wortberichter zur PK 695 an die Ostfront versetzt wurde.
Ab 1945 arbeitete Blauhorn zunächst beim SED-Zentralorgan Neues Deutschland, ehe er in den frühen 1950er-Jahren Redakteur des westdeutschen Nachrichtenmagazins Der Spiegel wurde und später von Rudolf Augstein zum Ressortleiter „Inlands-Dienst“ befördert wurde. Zudem schrieb Blauhorn in den 1960er Jahren populäre Wirtschaftssachbücher wie Jetzt kauft uns Amerika. Dollar-Kolonie Deutschland? und verfasste 1970 für Die Zeit einen großen Artikel zur spektakulären Insolvenz des Finanzkonzerns  Investors Overseas Services (IOS).
In den 1970er-Jahren wechselte Blauhorn zur Hamburger Illustrierten stern. Dort arbeitete er in der Wirtschaftsredaktion. Am 22. Dezember 1977 erschien im stern seine Reportage als Titelgeschichte (... und morgen die ganze Welt) über Deutschlands Reiche und deren Auslandsinvestitionen, die von ihm vor allem als Steuerflucht gesehen wurden. Sogar der Bertelsmann-Eigner und stern-Miteigentümer Reinhard Mohn wurde erwähnt; er hatte sein Geld im Ausland und zum Teil in faschistischen Diktaturen angelegt. Der Artikel erregte großes Aufsehen in Westdeutschland, sorgte für Empörung bei den Unternehmern und hatte schließlich auf Betreiben von Mohn die Entlassung des verantwortlichen stellvertretenden Chefredakteurs Manfred Bissinger zur Folge.
Blauhorn war verheiratet und hatte mehrere Kinder. Er ruht auf dem Friedhof Volksdorf (Grablage Nd 9).

## Schriften (Auswahl)
- Ausverkauf in Germany? moderne verlags gmbh, München 1966
- Jetzt kauft uns Amerika. Dollar-Kolonie Deutschland? Heyne, München 1968
- Erdteil zweiter Klasse? Europas technologische Lücke. Mit einem Interview mit Klaus von Dohnanyi. Bertelsmann, Gütersloh 1970